# Oziroë
Oziroë es un género con diez especies de plantas con flores de la subfamilia de las escilóideas dentro de las asparagáceas. Es originario del oeste de Sudamérica. Es el único miembro de la tribu Oziroeeae.

## Descripción
se caracteriza por tener el androceo connado y adnato a la corola, las semillas son  redondeadas y el embrión tan largo como la semilla. Los números cromosómicos básicos son n=15 y n=17.

## Taxonomía
El género fue descrito por Constantine Samuel Rafinesque  y publicado en Flora Telluriana 3: 53. 1836[1837].

## Especies
- Oziroe acaulis	(Baker) Speta - Argentina, Bolivia, Chile, Perú
- Oziroe argentinensis 	(Lillo & Hauman) Speta	- Argentina, Bolivia, Paraguay
- Oziroe arida 	(Poepp.) Speta	- Chile (endémica)
- Oziroe biflora 	(Ruiz & Pav.) Speta	- Chile, Perú
- Oziroe pomensis 	Ravenna  - Argentina, Bolivia, Chile, Perú